# Ringsted Mølle
Ringsted Vindmølle står ved siden af Ringsted Museum langs Køgevejen i Ringsted og har stået på sin nuværende plads i mange år. Den stod der også, da Bjarne Jensen var barn. Dengang var møllen dog i en helt anden forfatning end den er i dag. Da havde tiden overhalet den gamle mølle, og da Bjarne Jensen blev voksen, påtog han sig den opgave, det var at restaurere møllen og genetablere den som fungerende vindmølle. Det lykkedes, og der blev i 1984 holdt rejsegilde for den ny istandsatte mølle, og lige siden har Morten Møller holdt møllen i gang med fremstillingen af malet økologisk mel, der kan købes på museet.
,
Møllen er i sig selv et interessant byggeri opført efter de hollandske vindmøllers gamle principper. For dem, der er interesserede, er det muligt at gå en tur rundt i møllen i museets åbningstid. Det skal dog nævnes at når møllen kører, er der af hensyn til sikkerheden begrænset adgang. Det er dog stadig værd at se de mange bevægelige dele køre.

## Historien
Ringsted Vindmølle blev første gang opført i 1804, og det skete i tilknytning til vandmøllen Havemølle i Ådalen sydvest for byen. Havemølle blev grundlagt i  middelalderen i tilknytning til Ringsted Kloster og fungerede frem til 1906.
Opførelsen af vindmøllen i den lavtliggende ådal var ikke nogen god idé, da den her ville ligge i læ af en bakke, C.H. Müller håbede så at kunne købe en bedre højt beliggende grund, ”men det blev ham nægtet af nesten” (). Det var nemlig justitsråd Peter Johansen Neergaard (1769-1835), der ejede den gode jord. I 1814 lykkedes det dog ejeren af møllen Christian Henrich Müller at erhverve et bedre stykke jord, og han opførte her den nye mølle øst for Ringsted på dens nuværende plads.

## Konkurrence i møllerifaget og brand
Allerede i 1815 blev møllen solgt til brændevinsbrænder Eiler Gemynthe fra Køge, som drev den til 1852, hvor sønnen Mads Lauritz overtog den. Med den frie adgang til at drive mølleri fra 1862, blev der væsentlig større konkurrence, og mølleriet måtte suppleres med vognmandskørsel og postholderi.
I 1871 brændte møllen og møllehuset. Familien med 11 børn reddede livet, men alt indbo og maskiner gik tabt. Det samme gjaldt for 7 heste og 12 svin. Dengang var det vældig mistænkeligt, når en betrængt mands forsikrede ejendom brændte. Årsagen til branden blev dog aldrig fundet.
I 1912 gik der endnu en gang ild i møllen; denne gang blev branden opdaget af en brandvagt fra Ringsted Garnison og slukket af møller Rasmus Emil Bagge, før den nåede at sprede sig. Selvom møllen havde været stoppet i flere timer, menes det, at branden opstod grundet gnidning mellem persen (bremsen) og hathjulet. 
Dampmøllerne blev i den kommende tid en større konkurrent for vindmøllerne, og Ringsted vindmølle skiftede ejer flere gange i perioden 1892-1931

## Lukning, 20 års stilstand - og tilbage til produktion
I 1931 købte møllersvendene Marinus Andersen og Karl Hansen møllen og drev den sammen indtil lukningen i 1965, og på dette tidspunkt havde der ikke været malet brødkorn i flere årtier.
De næste 20 år, med forskellige funktioner og især stilstand, bragte forfaldet stadig nærmere, indtil fabrikant Bjarne Jensen, medstifter af firmaet Glunz og Jensen og senere PBI- Holding A/S, købte vindmøllen og foretog en totalrestaurering i årene 1984-1985. Ønsket var, at møllen også skulle male, og med ansættelsen af ”Morten Møller” (Sørensen) i 1986 var møllen atter køreklar. Siden har Ringsted Vindmølle malet økologisk hvede- og rugmel. I dag ejes den af Ringsted Vindmøllefond, der i 1993 indgik et samarbejde med Ringsted Museum, hvorfra melet sælges. 